# Амраваті (округ)
Амра́ваті (англ. Amravati) — округ в індійському штаті Махараштра. Утворений 1 травня 1960 року. Адміністративний центр — місто Амраваті. Площа округу — 12 210 км². За даними всеіндійського перепису 2001 року населення округу становило 2 607 160 чоловік. Рівень грамотності дорослого населення становив 82,5%, що значно вище середньоіндійського рівня (59,5%). Частка міського населення становила 34,5%. Часовий пояс +5:30.